# Rozalia Mierzicka
Rozalia Mierzicka (ur. 21 listopada 1979 w Toruniu) – prezenterka telewizyjna, aktorka Teatru Nowego w Słupsku  oraz Teatru im. C. K. Norwida w Jeleniej Górze (w sezonie 2008/2009). W 2004 ukończyła studia na Wydziale Aktorskim PWST we Wrocławiu. Do 2007 była prezenterką telewizji iTV.

## Filmografia
- 2014: Prawo Agaty – blogerka Lena (odc. 72)
- 2008: Barwy szczęścia – pracownica banku (odc. 90)
- 2007: Pokój szybkich randek
- 2007: Na dobre i na złe – Andżela (odc. 295 Odurzeni)
- 2007: Fala zbrodni (odc. 90 Nemezis nie zna smaku porażki)
- 2003–2008: Na Wspólnej – pielęgniarka
- 2002–2008: Samo życie – Marcelina, pracownica Agencji Reklamowej „Aspekt” należącej do Moniki Dąbrowskiej.

## Programy iTV
- Gierki
- Literki
- Fast Club
- Studio papieskie
- Rozbij sejf
- Optyka Słyszenia
- Ring
- Homofonia

## Role teatralne
W PWST we Wrocławiu:
- 2003 Masakra
- 2004 Mała Syrenka – Kapitan okrętu, Druga dama dworu

W Teatrze Nowym w Słupsku:
- 2007 Szalone nożyczki – Barbara Markowska
- 2007 Przygody Sindbada Żeglarza – Karzeł, Syrena, Tancerka
- 2007 Dziady – Dama, Sowa, Duch z lewej
- 2008 O co biega? – służąca Ida

W Teatrze im. C. K. Norwida w Jeleniej Górze:
- 2008 Okrutne i czułe – Kosmetyczka Nicola
- 2008 Podróż poślubna – Masza Rubinstein I
- 2009 Sztuka dla dziecka – Królowa
- 2009 Trzy siostry – Masza